# Je l'aime
Pour plus de détails, voir Fiche technique et Distribution.
Je l'aime (ukrainien : Я її люблю) est un court métrage dramatique ukrainien réalisé par Darya Perelay. C'est le premier film ukrainien sur une relation lesbienne et l'un des premiers films LGBT produits en Ukraine.
Je l'aime a été projeté pour la première fois le 18 octobre 2013 au festival Lesbisch Schwule Filmtage de Hambourg en Allemagne, puis le 25 octobre 2013 au Festival Internacional de Cinema Gai i Lèsbic de Barcelone,, ensuite le 29 novembre 2013 au festival Face à face dans la catégorie Courage de la compétition internationale de courts métrages,,, et enfin, en décembre 2013 au Festival Internacional de Cine por los Derechos Humanos de Bogotá parmi la sélection officielle de la compétition internationale de courts métrages. En Ukraine, il a été projeté la première fois le 7 mars 2014 au cinéma Zovten de Kiev. Le film a été projeté dans 23 pays en Europe, en Asie, et en Amérique du Nord.

## Synopsis
Une jeune musicienne et compositrice, Nataly, s'installe à Kiev avec le rêve d'être découverte et de trouver la gloire. Alors qu'elle se produit dans la rue, elle rencontre une jeune femme sourde et muette, Anna, et toutes deux sont attirées l'une par l'autre. Ensemble, elles défient les restrictions de la nation contre l'homosexualité.

## Distribution
- Natalie Ivanchuk dans le rôle de Nataly
- Frau Hanna dans le rôle d'Anna

## Projet Bechdel
Je l'aime fait partie du « Projet Bechdel » ukrainien, qui comprend huit films. Le test de Bechdel consiste vérifier qu'une œuvre de fiction met en scène au moins deux femmes qui parlent d'autre chose que d'un homme.

## Long métrage de 2017
La version long métrage 2017 de Je l'aime, basée sur le court métrage, a été financée par la commission du film de Barcelone de la Généralité de Catalogne, et produite par Cosmo Films et Afilm Productions,.
Ce film de 92 minutes est écrit, réalisé et monté par Perelay, avec Elena Lombao comme directrice de la photographie. La musique est composée par Olexii Ivanenko. Anuar Doss, Mikhail Chernikov et Darya Perelay sont les producteurs. Le film se déroule à Barcelone et les dialogues sont en anglais. Natalie Ivanchuk a repris le rôle de Natalie, avec Clare Durant dans le rôle d'Anna, Alix Gentil dans celui de Julia, et Eudald Font dans celui de David. La fin tragique du long métrage diffère de celle du court métrage original.
Je l'aime (2017) a été projeté le 18 novembre 2017 aux Soirées du film gay de Cluj-Napoca en Roumanie,. Le long métrage est devenu disponible sur Amazon Prime Video le 16 mai 2019.